# لهيف (اسم)
لهيف هو اسم علم مذكر من أصل عربي، ومعناه هو الحزين المتحسر المتلهف المتألم على فقد شيء ثمين أو شخص عزيز المضطر المظلوم المستغيث المحترق القلب.

## وصلات خارجية
- موسوعة السلطان قابوس لأسماء العرب نسخة محفوظة 5 أبريل 2019 على موقع واي باك مشين.